# 関口松太郎
関口 松太郎（せきぐち まつたろう、1862年11月23日（文久2年10月2日） - 1937年（昭和12年）12月29日）は日本の政治家。岩手県宮古町（現・宮古市）長、田老村（現・宮古市）長、岩手県会議員。

## 来歴
陸奥国閉伊郡花輪村（のち陸中国閉伊郡花輪村→岩手県東閉伊郡花輪村→下閉伊郡花輪村、現・宮古市）に生まれる。1883年東閉伊郡長沢村（のち花輪村）戸長役場書記となり、兵役を経て、東閉伊郡田鎖村外四ヶ村役場、東閉伊郡・北閉伊郡・中閉伊郡役所、下閉伊郡役所、重茂村長、下閉伊郡役所庶務兼財政課長などを経て、1908年宮古町長に当選する。その後、下閉伊郡会議員となり、1925年田老村長に就任する。1927年岩手県会議員に当選。3期務め、1928年には県会議長に就任した。
田老村長在職中の1933年3月3日昭和三陸大津波が発生し、田老村は壊滅的な被害を受け、多数の死者を出した。津波到達時関口は村内の寺で寝泊まりしていたが、寺は高台にあり、津波の被害を免れた。関口は津波が引いた後、津波の被害を免れた役場に急行、役場には多数の避難者が集まった。関口はすぐに宮古町の下閉伊支庁と県庁に食糧などの生活物資や医師の派遣を求める文書を送った。朝になり、消防団などが救出活動を行った。関口は翌4日に各村議員宛に、6日に議会を開くことを通知、6日の村議会で村を津波から守る防潮堤を建設することを決定、翌1934年から工事が始まった。防潮堤の工事は戦争で一時中断するが、戦後に再開、津波から25年後の1958年に全長1350m、基底部の最大幅25m、地上高7.7m、海面高さ10mの「万里の長城」と呼ばれる大防潮堤が完成した（この間、田老村は1944年に田老町となる）。完成から2年後の1960年に起きたチリ地震津波では、田老町での津波の高さは3.5mであり、防潮堤には到達しなかったため、被害は少なかった。しかし、「防潮堤が津波から町を守った」として、防潮堤への関心が高まり、国内のみならず、世界の津波研究者の間でも注目される存在になった。チリ地震津波から51年後の2011年の東日本大震災では津波が防潮堤を超えて、旧田老町（田老町は2005年に宮古市に編入）中心部に進入、この津波のため田老中心部では再び大きな被害が発生した。同地区は壊滅状態となり、200人近い死者・行方不明者を出した。震災後は住宅などの高台移転やかさ上げが進み、新たに防潮堤が再建され、震災から10年後の2021年3月には高さ14.7m、総延長1.2kmの1線堤が完成した。
関口は1937年11月役場で執務中に倒れ、12月29日に現職の田老村長と岩手県会議員のまま死去した。

## 栄典
- 1915年 - 勲七等瑞宝章[10]